# Michael Enzelsberger
 Michael Enzelsberger  (* 8. September 1871 in St. Marienkirchen an der Polsenz, Oberösterreich; † 2. Februar 1952 in Linz) war ein österreichischer Bahnbeamter und Politiker.
Nach dem Besuch der Volksschule war Enzelsberger zuerst in der elterlichen Landwirtschaft tätig und erlernte daneben das Schuhmacherhandwerk. Nach Ableistung des Militärdienstes trat er in den Dienst der Staatsbahnen, legte die vorgeschriebenen Prüfungen ab und brachte bis zur Position des Bahnhofsvorstandes. 1926 trat er als Bundesbahn-Offizial in den Ruhestand. Er war zweimal verheiratet, aus jeder Ehe stammen vier Kinder.
Enzelsberger wandte sich bald der christlichen Arbeiterbewegung und der Eisenbahnergewerkschaft zu. 1919 wurde er in den oberösterreichischen Landtag entsandt und verblieb dort bis 1934. Von 1919 bis 1938 war er Mitglied des Gemeinderates von Perg und unter anderem Mitglied des Bezirksschulrates und Ortsobmann der Christlichsozialen Partei bzw. des Katholischen Volksvereins. Von 1934 bis zu seinem Tod war er Obmann des Kindergartenvereins Perg.